# Kılıç Arslan III
Pour les articles homonymes, voir Kılıç Arslan et Arslan.
`Izz ad-Dîn Qilij Arslân Suleyman Châh, ou Kılıç Arslan est un très éphémère sultan seldjoukide de Rum. Il est le fils de Süleyman II Shah son oncle Kay Khusraw Ier reprend le pouvoir à ses dépens en 1205.

## Biographie
En 1204, à la mort de son père, Süleyman II Shah, Kılıç Arslan III n'’a que trois ans, il est donc trop jeune pour régner. Il est immédiatement démis par Kay Khusraw Ier aidé de mercenaires appartenant aux troupes de son beau-père Manuel Maurozomes. Kay Khusraw peut ainsi reprendre en 1205, le trône dont Süleyman II Shah l’avait privé en 1197.